# Franz Simmler (Germanist)
Franz Simmler (* 22. März 1942 in Aussig, Reichsgau Sudetenland; † 1. September 2020 in Berlin) war ein deutscher Germanist.

## Leben

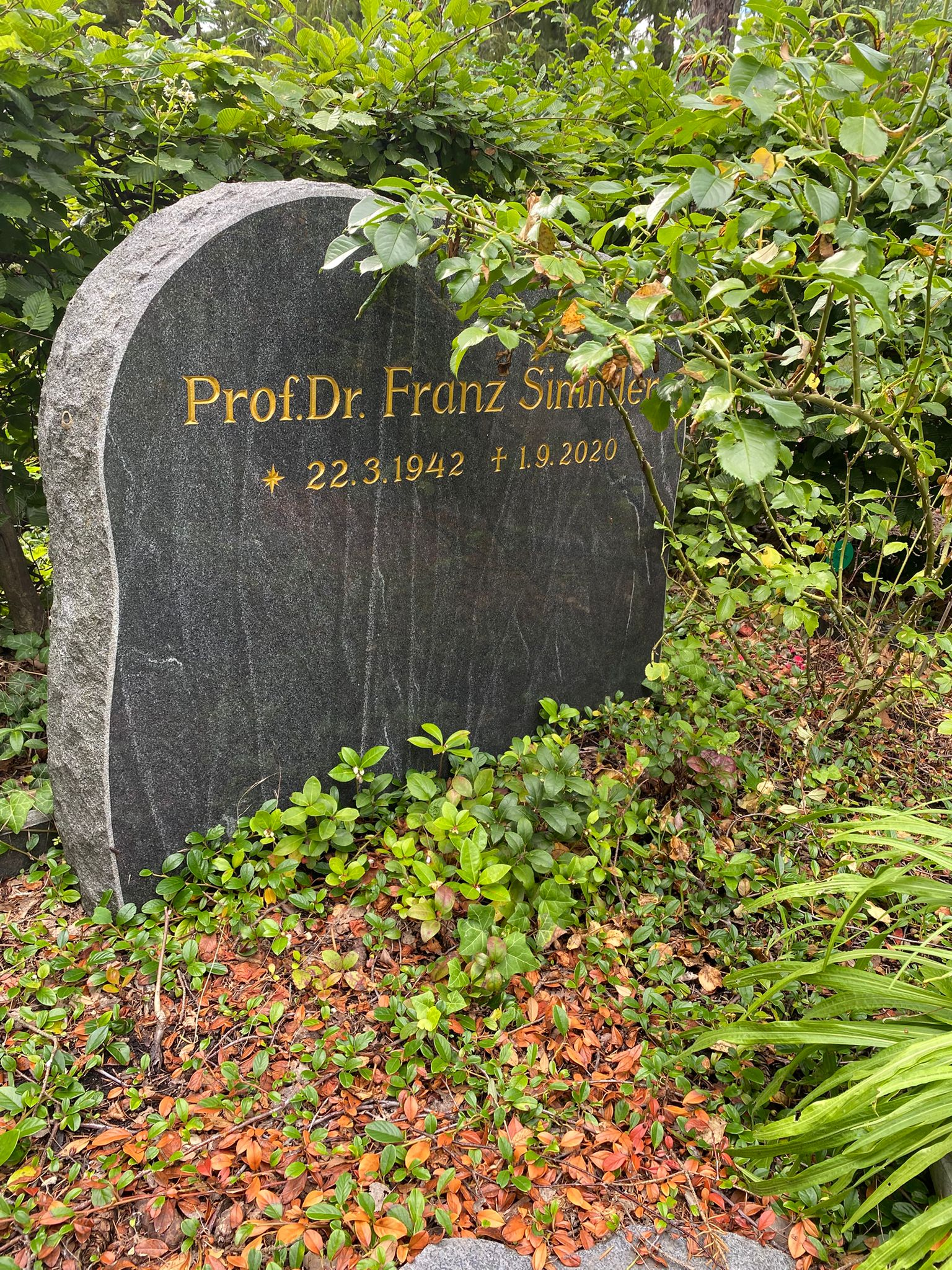
Grabstätte auf dem Parkfriedhof Lichterfelde

Er studierte Germanistik, Geschichte und katholische Theologie an der Universität München und an der Universität Bonn. Nach der Promotion 1970 an der Universität Münster und der Habilitation 1978 in Münster war er von 1980 bis 1984 Professor an der Universität Regensburg und von 1985 bis 2007 an der FU Berlin.
Seine Grabstätte befindet sich auf dem Parkfriedhof Lichterfelde (Feld 15-154).

## Schriften (Auswahl)
- Synchrone und diachrone Studien zum deutschen Konsonantensystem. Amsterdam 1976, ISBN 90-6203-408-X.
- Die politische Rede im Deutschen Bundestag. Bestimmung ihrer Textsorten und Redesorten. Göppingen 1978, ISBN 3-87452-403-5.
- Graphematisch-phonematische Studien zum althochdeutschen Konsonantismus. Insbesondere zur 2. Lautverschiebung. Heidelberg 1981, ISBN 3-533-02957-3.
- Morphologie des Deutschen. Flexions- und Wortbildungsmorphologie. Mit Tabellen. Berlin 1998, ISBN 3-89693-304-3.